# Televix Entertainment
Televix Entertainment es una empresa fundada en 1990. Su actividad principal es la distribución de animación, anime, entretenimiento familiar, documentales y largometrajes a nivel nacional como en el mercado internacional. Televix tiene oficinas y representantes en San Juan, São Paulo, Bogotá, Santiago y Barcelona. Televix licencias de propiedad a las emisoras, distribuidores de DVD, merchandising licenciatarios y operadores móviles. Los programas de Televix provienen de todo el mundo; Japón, EE. UU., Canadá, Reino Unido, España, Francia, Brasil, China, etc.
Televix se asocia con Aronnax Animation Studios. Con sede en Lima, Perú, Aronnax es el estudio líder en la animación de la región y cuenta con una infraestructura dedicada a la animación por ordenador en 3D y corte de efectos especiales de última generación.
Televix es conocido por distribuir series de anime como: Pokémon (Temporada 1-12), Cybersix, InuYasha, Shaman King, Crayon Shin-chan, Fullmetal Alchemist, The Prince of Tennis, Hunter x Hunter, Sakura Wars, Kaleido Star, Black Jack, Orphen, ¡Están arrestados!, Súper Once, Yu-Gi-Oh! GX, Yu-Gi-Oh! 5D's, Kiba, etc. Live-Actions como Teen Wolf, Ryukendo, Armor Hero, ¡Por qué a mi! y El peor año de mi vida, ¡otra vez! Y series animadas como Pac-Man y las aventuras fantasmales, Bajoterra, Rated A for Awesome, RollBots, Huntik: Secretos y buscadores, etc.
Televix ha mandado sus trabajos a empresas como Audiomaster 3000, AF The Dubbing House, y CBAudio en México, Etcétera Group, M&M Studios y Angostura Films en Venezuela, Provideo S.A. en Colombia, Hispanoamérica Doblajes (Technoworks Ltda.) y AEDEA Studio en Chile y Media Pro Com en Argentina. Sus programas se han transmitido en canales a nivel panregional como Magic Kids, Fox Kids, Cartoon Network, Animax, Jetix, ZAZ, Sony Spin, Comedy Central, ETC, Nickelodeon, Discovery Kids, Disney Channel, Disney XD, Boomerang, DreamWorks Channel, BitMe y Adult Swim.

## Series distribuidas por Televix
Esta es una lista de los programas más populares distribuidos por Televix.

### Películas animadas
- Lars y el Misterio del Portal
- Los ilusionautas
- La tostadorcita valiente va a la escuela
- La tostadorcita valiente va a Marte
- Alice Upside Down
- The Nutcracker Sweet
- Krazzy Planet
- Micropolis
- The Wheelers
- Care Bears: To the Rescue
- Care Bears: Ups & Downs
- Care Bears: The Giving Festival
- Care Bears: Oopsy Does It
- Care Bears: Share Bear Shines
- Travesura de perro
- Thru the Moebius Strip
- Harriet la espía: Guerra de blogs (Derechos para TV abierta)[2]
- Pac-Man: Pac’s Scary Halloween
- Pac-Man: Santa Pac’s Merry Berry Day

### Películas de anime
- InuYasha: El amor a través del tiempo
- InuYasha: El castillo de los sueños en el espejo
- InuYasha: La espada conquistadora
- InuYasha: Fuego en la isla mística
- Yu-Gi-Oh! 3D: Más allá del tiempo
- Atravesando la línea de Moebius
- Súper Once: El ataque de los poderosos ogros Shuurai
- Naruto: ¡Batalla ninja en la tierra de la nieve! (Anteriormente)
- Naruto: La Leyenda de la Piedra de Gelel (Anteriormente)
- Naruto: Los Guardianes del Reino de la Luna Creciente (Anteriormente)
- Naruto Shippuden, la película (Anteriormente)
- Naruto Shippuden, Lazos (Anteriormente)
- Naruto Shippuden, La voluntad de fuego (Anteriormente)
- Naruto Shippuden, La torre perdida (Anteriormente)
- Naruto Shippuden: Prisión de sangre (Anteriormente)
- Naruto Shippuden, Road To Ninja (Anteriormente)
- Naruto Shippuden, The Last (Anteriormente)
- Boruto: Naruto la Película (Anteriormente)

### Series de TV
- Teen Wolf
- Ryukendo
- Armor Hero
- Ninja Warrior
- ¡Por qué a mi!
- El peor año de mi vida, ¡otra vez!

### Series animadas
- Jimmy Two-Shoes
- Pac-Man y las aventuras fantasmales
- Blake: Double Identity
- Rated A For Awesome
- Care Bears: Adventures in Care A-Lot
- Care Bears: Classic Animated Series
- The House of Timoteo
- Bajoterra
- Capitán Flamingo
- Rosita Fresita: Aventuras en Tutti Frutti (Derechos para TV abierta)
- Doozers
- Kiddets
- Jungle Survival
- La naranja molesta
- Los insectos investigadores
- Piyanimales

### Anime
- Active Raid[3]
- Beyblade
- Beyblade Burst
- Capitan Tsubasa (2018) (Anteriormente)
- Bleach (Anteriormente)
- Death Note (Anteriormente)
- ¡Están arrestados!
- Tenkai Knights
- Orphen
- One Punch-Man (Anteriormente)
- Inazuma Eleven
- Inazuma Eleven Ares
- La Guerra de Sakura
- Yamazaki, el rey de la clase
- Escuela del terror
- GGO Football
- Shaman King
- Naruto (Anteriormente)
- Naruto: Shippuden (Anteriormente)
- Inuyasha
- Crayon Shin-chan
- Yu-Gi-Oh! Zexal
- Tai Chi Chasers
- Heroman
- Basquash!
- Cybersix
- The Prince of Tennis
- Mr. Stain on Junk Alley
- Fullmetal Alchemist
- Perros afortunados
- Zentrix
- Tenkai Knights
- Viewtiful Joe
- Kaleido Star
- Idaten Jump
- Escuela de detectives
- Black Jack
- Hunter x Hunter
- Inuyasha: El Acto Final
- Rollbots
- Kiba
- Huntik
- Dino Rey
- Chaotic
- Eyeshield 21 (Anteriormente)
- Monster Rancher
- Super Doll Licca Chan
- B-Daman Crossfire
- Fullmetal Alchemist: Brotherhood
- Koni Chan